# Ponticocastro
Ponticocastro (em grego: Ποντικόκαστρο; romaniz.: Pontikókastro), conhecido em francês como Beauvoir e italiano como Belveder durante a Baixa Idade Média, é um castelo bizantino em Agios Andreas, em Catácolo, no Peloponeso, Grécia.

## História
A fortaleza de Pôntico — Ponticocastro, "Castelo de Pôntico", é um nome relativamente recente — é um dos mais antigos castelos bizantinos da Grécia. Está situado na porção norte da baía de Íctis, a 100 metros da costa, e está construído sobre as ruínas da acrópole da antiga Feia de 700 a.C.. Pontos de vista diferente tem sido expressos sobre o nome, com alguns alegando que Pôntico deriva da antiga palavra grega pontos, "mar", devido a sua visão do mar Jônico. Outros alegam que originou-se da similaridade da forma de um rato (pontikos). A visão mais provável, contudo, é considerada pelos folclorista Dinos Psychogios, que afirmou que o nome é uma corruptela do latim fonticum, que significa armazém, pois o castelo era utilizado para estocar a colheira de trigo e outros produtos.
Após a Quarta Cruzada, o castelo foi conquistado pelos cruzados francos que estabeleceram o Principado da Acaia em ca. 1205. Chamaram-o Beauvoir em francês, Belveder em italiano e Bellovidere ou Pulchrumvidere em latim. Originalmente formou parte do domínio principesco da Acaia, e junto com a fortaleza e casa da moeda principesca de Glarentza, foi um dos dois maiores sítios dos quais a Élida foi governada. Beauvoir foi conferido em 1289 a Hugo de Brienne em troca de metade da Baronia de Carítena, mas Hugo logo trocou-o com João Chauderon por terras em Conversano. Cerca de 1303, contudo, retornou ao controle principesco direto.
Durante a tentativa frustrada de Ferdinando de Maiorca para tomar o Principado da Acaia em 1315–1316, Beauvoir foi capturado e retido por suas forças até depois de sua derrota e morte na Batalha de Manolada. Beauvoir deixou de desempenhar um papel relevante depois disso, e é pouco mencionado nos períodos subsequentes de governo otomano e veneziano. Em 1391, foi tomada pela Companhia Navarra, em 1427 pelo déspota e futuro imperador bizantino Constantino XI Paleólogo (r. 1449–1453) e então por irmão Tomás Paleólogo. Ele foi incendiado pelos turcos em 1470.
As muralhas do castelo formam um retângulo alongado e são principalmente de origem bizantina com traços de intervenções francas. Protegem uma área de aproximado 1 acre com 90 metros em comprimentos e 55 metros de largura. No canto noroeste há uma torre de 12 metros de altura e 8 de largura, com 17 fileiras de alvenaria circular e 7 de alvenaria retangular; as primeiras duas fileiras são oriundas da Grécia Antiga. No meio do castelo há um cisterna calculada oblonga, medindo 5 metros de norte a sul, dividida em duas partes desiguais por uma muralha divisória, e quatro pares de buracos quadrados dos quais a água saia para os lados.